# Néferkarê Pepiseneb
Néferkarê VI Pépiseneb est un ancien souverain égyptien du début de la Première Période intermédiaire et placé par la plupart des égyptologues comme membre de la VIIIe dynastie. En tant que tel, le siège du pouvoir de Néferkarê Pépiseneb était Memphis et il ne détenait probablement pas le pouvoir sur toute l'Égypte.

## Attestations
Il n'y a pas d'attestation contemporaine de ce roi.

### Nouvel Empire
Néferkarê Pépiseneb est présent dans deux listes royales datées du Nouvel Empire. La première liste est la liste d'Abydos dans laquelle le roi est cité à la 51e position sous le nom de Néferkarê Pépiseneb. La seconde liste est le Canon royal de Turin dans lequel le roi est cité à la position 5.8 sous le nom de Néferka Kheredseneb,.

### Nom
L'épithète Khered donnée à Néferkarê Pépiseneb dans le Canon royal de Turin signifie enfant ou jeune. Par conséquent, Néferka Kheredseneb se traduit de diverses façons par Néferka l'enfant est en bonne santé ou Néferka le jeune est en bonne santé.
Plusieurs hypothèses ont été avancées par des égyptologues concernant cet épithète. Hratch Papazian propose que le fait que le roi ait été appelé Khered sur le canon de Turin fait allusion à son jeune âge lors de son accession au trône. Darell Baker et Kim Ryholt proposent aussi que l'épithète Khered soit le résultat d'une erreur du copiste qui a écrit le canon de Turin, confondant Pépiseneb avec Kheredseneb, car les formes hiératiques de Pépi et khered peuvent se ressembler si elles sont endommagées. Ainsi cette erreur pourrait être due aux dommages qui ont été causés au document plus ancien duquel le canon était copié à l'époque du Nouvel Empire.
Une autre hypothèse expliquant Khered que Ryholt juge plus probable est que cette épithète est dans ce contexte synonyme de Pépi. En effet, le Pépi de Pépiseneb pourrait être Pépi II Néferkarê, dernier grand pharaon de l'Ancien Empire. De plus, ce pharaon, dont on se souviendra sans doute si bien après son règne, accéda au trône sans doute encore enfant. Ryholt propose donc que l'enfant (Khered) mentionné dans le nom de Néferkarê Pépiseneb sur le Canon royal de Turin soit Pépi II. En outre, le nom de Nesout-bity de Pépi II était Néferkarê, donc Néferkarê Khered Seneb et Néferkarê Pépi Seneb pouvaient tous se référer à Pépi II et signifier Pépi II est en bonne santé. Cette hypothèse est peut-être justifiée par le signe divin déterminant (signe Gardiner G7) attaché à l'épithète Khered sur le Canon royal de Turin. Ceci est normalement réservé aux noms des rois et des dieux et pourrait indiquer que l'épithète Khered était comprise comme faisant référence à un pharaon spécifique.